# Soholm Å
Soholm Å (dansk) eller Soholmer Au (tysk) er et 17,5 km langt vandløb beliggende i det nordvestlige Sydslesvig i Nordtyskland, der dannes ved sammenløbet af Spølbæk (Spölbek) og Lindå (Linnau) vest for landsbyen Risbrig (Riesbriek) i Nørre Haksted Sogn. Ved Vejgaard  forener vandløbet sig med Læk Å for at danne Bongsil Kanal, som efter få km udmunder i Vadehavet. Åens kanaliserede afsnit kaldes for Soholm Å Kanal og dens gamle flodarm Gammel Soholm Å. Åen løber syd for Risum-Lindholm i Bongsil Kanal. Åen har sit navn af landsbyen Soholm.
Åen danner på en strækning grænsen mellem Kær og Bøking Herreder i nord og Nørre Gøs Herred i syd. I Langbjerg Skov nord for åen ligger den 45 meter høje bakke Randselbjerg (også kendt som Værkshøj).